# Crisis financiera de Liechtenstein de 1999-2001
La crisis financiera de Liechtenstein de 1999-2001 fue instigada por el Servicio Federal de Inteligencia alemán en 1999 al acusar a varios bancos, políticos y jueces de Liechtenstein de cooperar con el crimen organizado para promover el lavado de dinero. La crisis llevó a Liechtenstein a ser incluido en la lista negra del Grupo de Acción Financiera Internacional en 2000. La nación respondió con una serie de reformas financieras que culminaron con el levantamiento de la lista negra al año siguiente.

## Crisis
El 8 de noviembre de 1999, el periódico alemán Der Spiegel publicó un informe del Servicio Federal de Inteligencia que acusaba a varios bancos, políticos y jueces de Liechtenstein de cooperar con organizaciones criminales organizadas, como la mafia rusa y los cárteles de la droga, para promover el lavado de dinero. Ese mismo día, el primer ministro de Liechtenstein, Mario Frick, celebró una conferencia de prensa y criticó el informe como «dudoso e injusto». En junio de 2000, Liechtenstein fue incluido en la lista negra del Grupo de Acción Financiera Internacional.
El gobierno de Liechtenstein encargó a Kurt Spitzer que investigara las acusaciones. Él las refutó argumentando que el nivel de delitos financieros en Liechtenstein estaba en el mismo promedio que el resto de Europa, y que la mayor parte del dinero lavado dentro del país había sido previamente lavado en otros lugares. A pesar de ello, el informe de Spitzer destacó deficiencias organizativas, en particular en la prestación de asistencia jurídica.
Como resultado de la crisis, Liechtenstein reformó su sector financiero. En el año 2000 se aprobó una ley de asistencia jurídica y se revisaron las leyes penales y de diligencia debida. Anteriormente, los fideicomisarios y abogados podían abrir cuentas en bancos de Liechtenstein con el titular en el anonimato. Además, se ampliaron los tribunales de Liechtenstein, la policía financiera y la supervisión del mercado financiero, muchos de los cuales se especializaron en la lucha contra el crimen organizado. El 23 de junio de 2001, el Grupo de Acción Financiera Internacional eliminó a Liechtenstein de la lista negra.
En 2000, a Gabriel Marxer, miembro del Landtag de Liechtenstein, se le revocó la inmunidad parlamentaria y posteriormente fue arrestado debido al escándalo. Sin embargo, fue absuelto en 2002.

## Secuelas
La crisis dañó gravemente la economía de Liechtenstein y provocó una caída del mercado bursátil en el país. El número de empresas con sede en Liechtenstein disminuyó de 84 000 en 2000 a 80 000 en 2002, lo que representa una pérdida estimada en 16 000 millones de CHF. Liechtenstein adoptó la tercera versión de la Directiva contra el blanqueo de dinero (AMLD III) de la Unión Europea en 2005. Sin embargo, el país volvió a verse bajo presión en el caso fiscal de Liechtenstein de 2008, que obligó a realizar más reformas en el sector financiero y a ampliar los tratados fiscales con países individuales.